# Andalé Mono
Andalé Mono (o Andale Mono) es un tipo de letra monoespaciada diseñada por Steve Matteson. El diseño de Andalé fue creado originalmente por Monotype. Andale Mono fue distribuida por primera vez como añadido del Internet Explorer 4, y bajo el nombre «Monotype.com»; posteriormente fue renombrada como «Andale Mono» para su distribución con Internet Explorer 5 y 6. Este tipo de letra ya no viene preinstalado en las versiones más recientes de Microsoft Windows (desde Windows Me); sin embargo, todavía se puede descargar como parte del proyecto Core fonts for the web desde Sourceforge, y viene incluida en macOS.